# The Butterfly Effect
The Butterfly Effect är en amerikansk film från 2004 i regi av Eric Bress och J. Mackye Gruber. Filmen existerar i två olika versioner, en bioversion och en Director's cut som är sex minuter längre. DVD-varianten är 1 timme och 55 minuter. Den distribuerades i Sverige av Scanbox Entertainment.

## Handling
Evan Treborn drabbas under sin uppväxt av flera trauman och blackouter, som ofta händer när han känner sig stressad. När han som vuxen försöker hitta en lösning till sina emotionella problem upptäcker han att han kan resa bakåt i tiden när han läser sina gamla dagböcker. Han använder tidsresorna för att ändra saker som hände under hans barndom, och orsakar därmed de blackouter han upplevde då. Det visar sig dock att de ändringar han gör påverkar hans framtid, och tvingar honom till att resa tillbaka fler gånger för att rätta till andra händelser.

## Uppföljare
- The Butterfly Effect 2 2006
- Butterfly Effect: Revelation 2009

## Rollista
- Ashton Kutcher - Evan Treborn
- Melora Walters - Andrea Treborn
- Amy Smart - Kayleigh Miller
- Elden Henson - Lenny Kagan
- William Lee Scott - Tommy Miller
- Ethan Suplee - Thumper
- Eric Stoltz - George Miller